# 고스트 (프로게이머)
고스트(본명: 장용준, 1999년 3월 18일 ~ )는 대한민국의 전직 리그 오브 레전드 프로게이머이다. 선수 시절 아이디는 Ghost였다. 포지션은 AD 캐리이다.

## 선수 생활
고스트는 CJ 엔투스에 입단하면서 프로 커리어를 시작했다. 2016년 6월 22일에 치러진 MVP와의 경기에서 선발 출장하면서 프로 데뷔전을 치렀다.
2017 시즌 스토브 리그 기간 동안 BBQ 올리버스로 이적했다. 2017 시즌 동안 주전으로 활약했지만 팀의 하락세는 막지 못했으며 서머 시즌 팀은 승강전으로 떨어졌다. 2018 스프링 승강전에서 고스트는 최종전 펜타킬을 기록하는 활약 등을 펼치며 팀의 잔류에 기여했다. 하지만 2018 시즌에는 무너진 폼을 기록하면서 팀의 부진을 이끄는 원흉이 되기도 했다. 결국 팀은 서머 시즌 이후 다시 한 번 승강전에 진출했으며 결국 챌린저스로 강등되었다.
2019 시즌 스토브 리그 기간 동안 BBQ 올리버스에서 퇴단했다. 이후 리그 오브 레전드 챔피언스 코리아로 승격한 샌드박스 게이밍에 입단했다. 샌드박스에서는 2018 시즌과는 다르게 좋은 모습을 보여주었으며 스프링 시즌 팀의 포스트시즌 진출에 기여했다. 
2020 시즌을 앞두고 샌드박스 게이밍에서 퇴단했다. 스프링 1라운드 기간 동안 무적 신분으로 지냈으며 스프링 2라운드를 앞두고 담원 게이밍에 입단했다. 담원 입단 이후 기존의 주전 원딜이었던 뉴클리어를 밀어내고 담원의 주전 원딜 자리에 앉게 되었다. 서머 시즌에는 압도적인 기세를 일으키는 팀에 공헌하며 팀의 서머 우승에 기여했다. 이와 같은 활약을 통해 서머 시즌 LCK 세컨드 팀에 선정되었다. 서머 우승을 통해 진출한 롤드컵에서도 좋은 활약을 보여주며 대회 중 팀의 승리에 기여했다. 2020년 10월 31일에 치러진 쑤닝 게이밍과의 경기에서 상대 선수와의 바텀 차이를 내며 팀의 우승에 중요한 역할을 거두었다.
2021 시즌을 앞두고 담원의 주전 원딜러로 낙점받았다. 2021년 2월 7일에 치러진 DRX와의 경기에서 펜타킬을 기록하며 팀의 승리를 이끌었다. 2021년 2월 20일에 치러진 한화생명 e스포츠와의 경기에서 
LCK 통산 13번째로 1000킬을 기록했다. 2021 스프링 시즌 고스트는 팀의 2번째 LCK 우승에 기여했며 시즌 종료 이후 LCK 서드 팀에 선정되었다. 스프링 시즌 우승으로 참가한 MSI에서는 오히려 부진한 모습을 보였으며 준우승을 거두었다. 2021 시즌 서머 초반에서도 부진이 이어졌으며 한 때 팀 내 포지션 변경으로 인해 서브로 밀리기도 했다. 2021년 7월 2일에 치러진 농심 레드포스와의 경기에서 선발 원딜러로 복귀했다. 복귀 후에는 점차 폼을 올리면서 팀의 포스트시즌 진출에 기여했다. 포스트시즌에서는 좋은 모습을 보여주었으며 팀의 우승에 기여하는 모습을 보여주었다. 리그 오브 레전드 월드 챔피언십 2021에서는 로스터에 포함되면서 참가했다. 고스트는 대회 기간 동안 팀의 주전 원딜러로 활동하였으며 팀의 준우승에 기여했다.
2022시즌을 앞두고 농심 레드포스에 입단했다. 이후 스프링 시즌 농심의 주전 원딜러로 활동했으나 스프링 4주차 이후 팀원들이 코로나에 감염되면서 전력에 손실이 오자 서포터로 출전했다. 스프링 5주차를 앞두고 서포터로 포지션을 변경했다. 2022년 2월 16일에 치러진 젠지와의 경기에서 서포터로 선발 출전을 하면서 포지션 변경 이후 첫 경기를 치렀다. 하지만 다음 경기인 T1과의 경기에서는 다시 원딜로 출전했으며 스프링 6주차를 앞두고 원래의 포지션인 원딜로 다시 포지션을 변경했다. 서머 시즌에서도 스프링 시즌에 이어서 부진한 폼을 보여주었다. 2022시즌 종료 후 팀에서 퇴단했다.
2023시즌을 앞두고 휴식을 선언했다.
2023년 12월 23일, 현역 은퇴를 선언했다.

## 소속팀
| # | 팀명            | 소속 기간               | 소속 리그 | 비고 |
| - | --------------- | ----------------------- | --------- | ---- |
| 1 | CJ 엔투스       | 2015.04 ~ 2016.11.30    | LCK       |      |
| 2 | BBQ 올리버스    | 2016.12.15 ~ 2018.11.12 | LCK       |      |
| 3 | 샌드박스 게이밍 | 2018.12.14 ~ 2019.11.13 | LCK       |      |
| 4 | 담원 게이밍     | 2020.02.24 ~ 2021.11.25 | LCK       |      |
| 5 | 농심 레드포스   | 2021.11.25 ~ 2022.11.22 | LCK       |      |

## 수상 내역
- 네이버 2015 LoL KeSPA컵 준우승
- 우리은행 리그 오브 레전드 챔피언스 코리아 서머 2020 우승
- 리그 오브 레전드 월드 챔피언십 2020 우승
- 2020 LoL KeSPA컵 울산 우승
- 리그 오브 레전드 챔피언스 코리아 스프링 2021 우승
- 리그 오브 레전드 미드 시즌 인비테이셔널 2021 준우승
- 리그 오브 레전드 챔피언스 코리아 서머 2021 우승
- 리그 오브 레전드 월드 챔피언십 2021 준우승
- e-스포츠 명예의 전당 히어로즈
- 2021 LCK 어워드 로지텍 베스트 카이팅 플레이어 상
- 2021 LCK 어워드 시크릿랩 베스트 펜타킬 플레이어 상

## 논란

### 순당무 뒷담화 사건
2021 MSI가 종료된 이후인 2021년 6월 2일 고스트는 당시 챌린저 랭크를 달성한 인터넷 방송인 순당무의 실력을 비하하는 발언을 하여 논란이 되었다.
이에 대해 소속팀인 담원 기아는 사과문을 발표했다.